# سیارک ۱۵۵۶
سیارک ۱۵۵۶ (به انگلیسی: 1556 Wingolfia، نامگذاری:1942AA) هزار و پانصد و پنجاه و ششمین سیارک کشف شده‌است که در ۱۴ ژانویه ۱۹۴۲ و در هایدلبرگ کشف شد.
قدر مطلق سیارک برابر ۱۰٫۵۵ است.